# The Byrds
The Byrds var en amerikansk rockgruppe 1964-1973 fra Los Angeles. I dag er The Byrds anerkendt som et af 1960'ernes mest indflydelsesrige bands, hvor de pionerede folk rock genren ved at blande elementer fra The Beatles og andre British Invasion bands med traditionel og samtidig folkemusik. 
Gruppens oprindelige fem medlemmer var sangeren og guitaristen Roger McGuinn (alias Jim McGuinn), Gene Clark (tamburin, vokal), David Crosby (rytmeguitar, vokal), Chris Hillman (bas, vokal) og Michael Clarke (trommer). 
Gruppen var i starten inspireret af folkemusikken og fik deres gennembrudshit med en elektrisk version af Bob Dylans "Mr. Tambourine Man". Siden fulgte adskillige Dylan covernumre, et cover af Pete Seeger's "Turn! Turn! Turn!", samt en række originals hits som "I'll Feel a Whole Lot Better", "Eight Miles High" og "So You Want to Be a Rock 'n' Roll Star". I denne periode havde bandet en karakteristisk lyd, der blandede klare vokalharmonier og McGuinns klirrende tolvstrengede Rickenbacker guitar.
Fra 1964-1966 markerede Gene Clark sig som gruppen primære sangskriver. Grundet beslutningen om at lade McGuinn synge lead vokal på de fleste af Dylan covernumrene – samt en kronisk flyskræk, der umuliggjorde længere turnerer – forlod Clark bandet i 1966. 
I de efterfølgende år var gruppens musik præget af den psykedeliske bølge, herunder pladerne "Younger Than Yesterday" og "The Notorious Byrd Brothers". Senere kom påvirkningen fra countrymusikken under påvirkning af Gram Parsons. Albummet  Sweetheart of the Rodeo fra 1968 er en af de tidligste og mest indflydelsesrige albums inden for country rock genren. 
Siden fulgte en del udskiftning i gruppen. Sangeren og guitaristen David Crosby havde forladt gruppen i 1967 for senere at danne gruppen Crosby, Stills, Nash & Young. Senere var blandt andre guitarist og sanger Clarence White medlem af gruppen i perioden 1968-1973.
The Byrds blev opløst i 1973. Samme år udkom gruppens sidste album, hvor de originale 5 medlemmer var blevet genforenet. Denne plade blev dog ingen succes, hverken kommercielt eller kunstnerisk. 
Gruppens oprindelige trommeslager, Michael Clarke, turnerede i 1980'erne med et band under navnet the Byrds, hvilket fik McGuinn, Crosby og Chris Hillman til at give enkelte koncerter som the Byrds for at kunne få retten til navnet. De afbrød herefter samarbejdet igen. 
I efteråret 2018 har Chris Hillman og Roger McGuinn turneret sammen i USA, for at fejre 50 års jubilæret for udgivelsen af country rock albummet Sweetheart of the Rodeo.

## Diskografi
- Mr. Tambourine Man, 1965
- Turn! Turn! Turn!, 1965
- Fifth Dimension, 1966
- Younger Than Yesterday, 1967
- The Notorious Byrd Brothers, 1968
- Sweetheart of the Rodeo, 1968
- Dr. Byrds & Mr. Hyde, 1969
- Ballad of Easy Rider, 1969
- Untitled, 1970
- Byrdmaniax, 1971
- Farther Along, 1971
- Byrds, 1973